# Cuba nos Jogos Pan-Americanos de 1951
Cuba competiu nos Jogos Pan-Americanos de 1951 em Buenos Aires de 25 de fevereiro a 10 de março de 1951. Conquistou 9 medalhas de ouro.

## Medalhistas
| Atleta | Esporte              | Evento                                           | Medalha |
| --- | -------------------- | ------------------------------------------------ | ------- |
| Rafael Fortún | Atletismo            | 100 metros - masculino                           | Ouro    |
| Rafael Fortún | Atletismo            | 200 metros - masculino                           | Ouro    |
| Cuba: Ángel Scull Argelio Brito Aurelio Herrera Celso Oviedo Derubín Jácome Gilberto Delgado Gustavo Martínez Jorge Silva Juan Izaguirre Juan Ravelo Juan Vistuer Luis Fiuza Leonardo Seijo Mario Díaz Nelson Campver Osvaldo Orgallés | Beisebol             | Equipe - masculino                               | Ouro    |
| Ángel Aguiar | Ginástica            | Argolas - masculino                              | Ouro    |
| Ángel Aguiar | Ginástica            | Salto - masculino                                | Ouro    |
| Rafael Lecuona | Ginástica            | Cavalo com alças - masculino                     | Ouro    |
| Cuba: Ángel García Delgado Jesús Farrés Rafael Fortún Raúl Mazorra | Atletismo            | 4x100 metros - masculino                         | Prata   |
| Cristóbal Hernández | Boxe                 | Peso meio-médio - masculino                      | Prata   |
| Cuba: Ángel Aguiar Baldomero Rubiera Fernando Lecuona Francisco Cascante José A. Vásquez Rafael Lecuona Raimundo Rey Roberto Villacián                                                                                                 | Ginástica            | Equipe - masculino                               | Prata   |
| Rafeal Lecuona | Ginástica            | Individual geral - masculino                     | Prata   |
| Rafeal Lecuona | Ginástica            | Argolas - masculino                              | Prata   |
| Rafeal Lecuona | Ginástica            | Salto - masculino                                | Prata   |
| José Crespo | Levantamento de peso | Até 56 kg (peso galo) - masculino                | Prata   |
| Samuel Anderson | Atletismo            | 110 metros com barreiras - masculino             | Bronze  |
| Cuba: Abelardo Menéndez Armando Barrientos Jorge Agostini Miguel Olivella | Esgrima              | Florete por equipes - masculino                  | Bronze  |
| Cuba: Carlos Lamar Jorge Agostini Miguel Olivella Roberto García Roberto Mañalich | Esgrima              | Espada por equipes - masculino                   | Bronze  |
| Roberto Villacián | Ginástica            | Argolas - masculino                              | Bronze  |
| Francisco Cascante | Ginástica            | Solo - masculino                                 | Bronze  |
| Orlando Garrido | Levantamento de peso | Até 82,5 kg (peso meio-pesado) - masculino       | Bronze  |
| José María López | Lutas                | Até 73 kg - masculino                            | Bronze  |
| Nicasio Silverio | Natação              | 100 metros livre - masculino                     | Bronze  |
| Cuba: Gregorio Moya José Landín Juan Chávez Rafael Rodríguez Rufino Gutiérrez | Tiro esportivo       | Fuzil 50 m três posições por equipes - masculino | Bronze  |

| Esporte              | Medalha de ouro | Medalha de prata | Medalha de bronze | Total |
| Atletismo            | 2               | 1                | 1                 | 4     |
| Beisebol             | 1               | 0                | 0                 | 1     |
| Boxe                 | 0               | 1                | 0                 | 1     |
| Esgrima              | 0               | 0                | 2                 | 2     |
| Ginástica            | 3               | 4                | 2                 | 9     |
| Levantamento de peso | 0               | 1                | 1                 | 2     |
| Lutas                | 0               | 0                | 1                 | 1     |
| Natação              | 0               | 0                | 1                 | 1     |
| Tiro esportivo       | 0               | 0                | 1                 | 1     |
| Total                | 6               | 7                | 9                 | 22    |

## Basquetebol
| Fase preliminar        | Fase classificatória   | Repescagem             | Fase final                                                                                               | Pos. |
| Adversário e resultado | Adversário e resultado | Adversário e resultado | Adversário e resultado                                                                                   | Pos. |
| ---------------------- | ---------------------- | ---------------------- | --- | ---- |
| PAR Paraguai V 53-44   | CHI Chile D 36-46      | ECU Equador V 44-42    | USA Estados Unidos D 59-77 ARG Argentina D 56-72 BRA Brasil D 46-57 PAN Panamá V 73-67 CHI Chile V 60-53 | 4º   |